# Temporale (Pascoli)
Temporale è un componimento poetico di Giovanni Pascoli, tratto dalla raccolta poetica Myricae.

## Descrizione
Il temporale è già scoppiato, incombe minaccioso all'orizzonte, come la mano nera del destino sulla mia vita. 
Ballata piccola di settenari. È una miniatura nella quale troviamo concentrati gli elementi significativi del lavoro poetico pascoliano; nell'ordine:

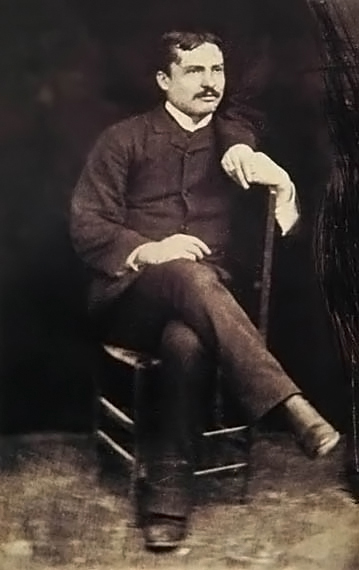
Giovanni Pascoli nel 1882

- L'onomatopea: "bubbolìo" (il rombo lontano del tuono);
- La sintassi breve: c'è un solo verbo, "rosseggia";
- Le parole del lessico quotidiano: "pece", "stracci";
- Il tema della casa, metonimia della famiglia ma soprattutto della madre, intese come rifugio e fuga dal mondo. È il marchio poetico pascoliano, legato da un lato al trauma infantile della perdita drammatica di entrambi i genitori, e dall'altro al costante tentativo di ricostituire il mondo perduto che ispirò tutta la sua esistenza.
- L'analogia: "un'ala di gabbiano", qui scelto per la sua qualità di volatile capace di contrastare alla violenza della bufera. È da sottolineare l'efficacia di questa locuzione che si staglia, nella brevità di un singolo verso, a suggellare l'idea della forza protettiva.
- "L'ala di gabbiano" ha anche un altro significato, infatti la sola ala di gabbiano è comparata alla perdita dei parenti di Pascoli: come alla sola ala di gabbiano manca tutto il resto del corpo, al poeta manca gran parte dei cari.

L'opera è divisa in due parti: la descrizione del lampo e quella del tuono. La poesia si riflette su campi di sensi, la vista (nella parte del lampo) e l'udito (nella parte de tuono).
Questa poesia è connessa a molte altre, sia di Myricae (Dopo l'acquazzone, Pioggia, Sera d'ottobre, Ultimo canto, Il lampo, Il tuono, Lontana, I ciechi), che dei Canti di Castelvecchio (Temporale, La mia sera).  A esemplificazione del procedimento analogico nella scrittura pascoliana, proponiamo l'accostamento di due figure analogiche parallele tratte dai versi finali dei due componimenti contrassegnati dal medesimo titolo di Temporale:
Myricae anitooo:
tra il nero un casolare:

un'ala di gabbiano 
Canti di Castelvecchio:
...mentre, col suo singulto 

trepido, passa sotto 

l'acquazzone una chioccia 

[…] tra il vento e l'acqua, buono, 

s'ode quel croccolare

co' suoi pigolii dietro.
L'uso dell'analogia è nei due casi molto diverso: l'ala di gabbiano si sovrappone in modo gratuito e soggettivo sul proprio "analogo" - la casa - suscitando, con la sorpresa del suo apparire improvviso, l'idea del contenuto profondo che il poeta vuole evocare. La chioccia è invece una figura perfettamente aderente al contesto descrittivo della poesia: lo scrosciare della pioggia sui campi. Ma tuttavia essa si presta a una lettura simbolica, che Pascoli stesso conferma, se non nella stessa poesia, in numerosi altri momenti della sua produzione.